# Ставча вас
Ставча вас (на словенски: Stavča vas) е село в Словения, регион Югоизточна Словения, община Жужемберк. Според Националната статистическа служба на Република Словения през 2015 г. селото има 108 жители.